# Freiheitspreis Litauens
Der Freiheitspreis (lit. Laisvės premija) ist eine Auszeichnung der Menschenrechte in Litauen. Er wurde am 1. September 2011 vom litauischen Parlament (Lietuvos Respublikos Seimas) gestiftet. Der Preis hat das Ziel, die Leistungen und Beiträge von Einzelpersonen und Organisationen für den Schutz der Menschenrechte, die Entwicklung der Demokratie, die  grenzüberschreitende Zusammenarbeit im Kampf für die freie Entschlossenheit und Souveränität der Völker Osteuropas und Mitteleuropas zu fördern. Der Preis wird am 13. Januar im Seimas eingereicht.

## Träger

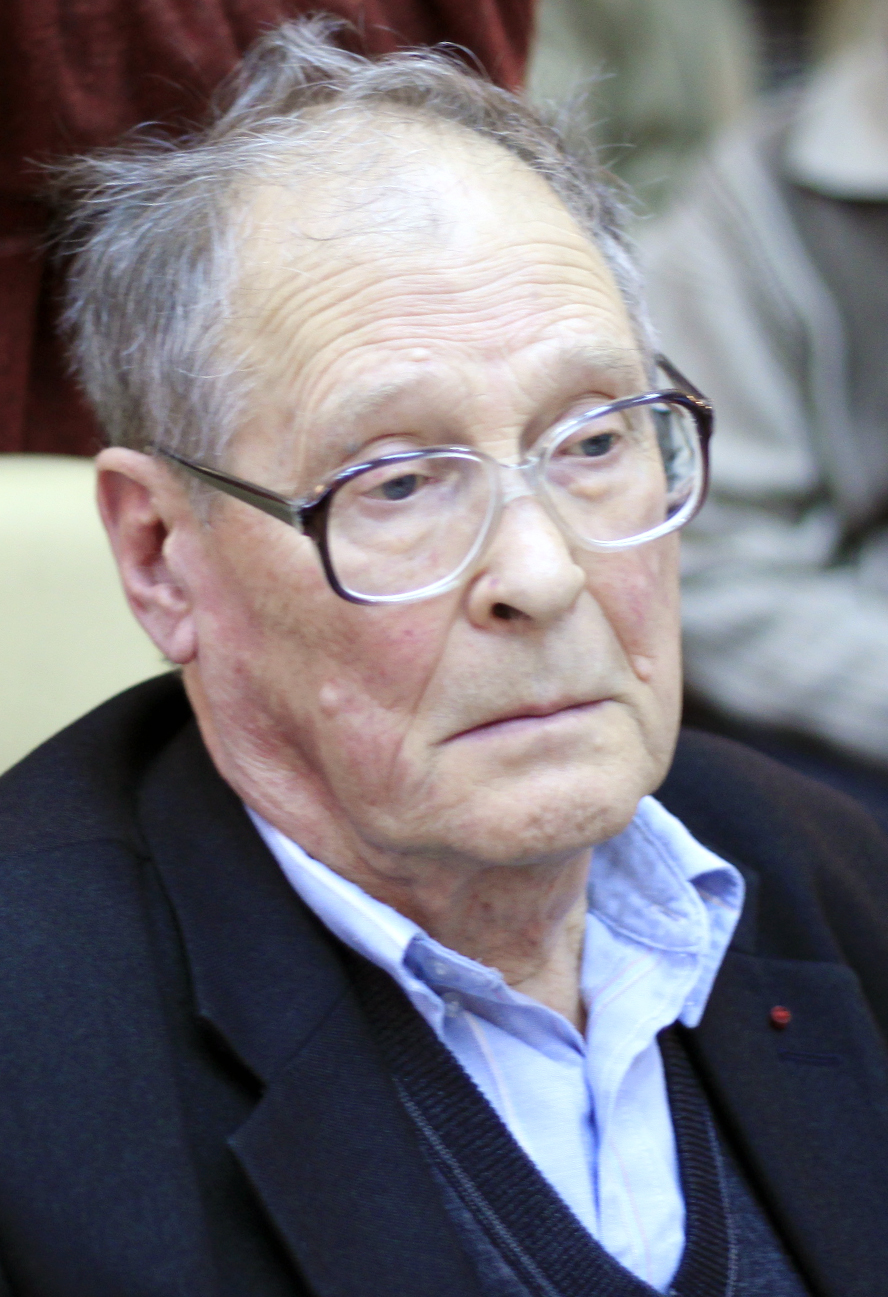
Sergei Adamowitsch Kowaljow, der erste Träger

- 2011: Sergei Adamowitsch Kowaljow (1930–2021)[3][4]
- 2012: Antanas Terleckas (1928–2023)
- 2013: Sigitas Tamkevičius (* 1938)
- 2014: Adam Michnik (* 1946)
- 2015 keine[5]
- 2016: Valdas Adamkus (* 1926) und Vytautas Landsbergis (* 1932)[6]
- 2017: Nijolė Sadūnaitė (1938–2024)[7]
- 2018: Mitglieder der Bewegung zur Befreiung Litauens:[8]
  - Jonas Abukauskas (1927–2022)[9]
  - Vytautas Balsys (1923–2019)[10]
  - Jonas Čeponis (1925–2019)[11]
  - Juozas Jakavonis (1925–2021)[12]
  - Bronislovas Juospaitis (1925–2021)[13]
  - Jonas Kadžionis (* 1928)[14]
  - Juozas Mocius (1924–2021)[15]
- 2019: Albinas Kentra (1929–2023)[16]
- 2020: Die demokratische Opposition in Weißrussland. Entgegengenommen von Swjatlana Zichanouskaja (* 1982)[17]
- 2021: Mitarbeiter der Chronik der litauischen katholischen Kirche:[18]
  - Jonas Boruta (1944–2022)
  - Bernadeta Mališkaitė (* 1955)[19]
  - Elena Šuliauskaitė (* 1932)[20]
- 2022: Wolodymyr Selenskyj (* 1978)[21]
- 2023: Europäisches Parlament und Petras Plumpa (* 1939)[22]